# Valteřice (Žandov)
Valteřice (německy Waltersdorf) jsou vesnice, část města Žandov v okrese Česká Lípa. Nachází se asi 4,5 km na jih od Žandova. Prochází zde silnice II/263. Je zde evidováno 81 adres. Trvale zde žije 147 obyvatel.
Valteřice leží v katastrálním území Valteřice u Žandova o rozloze 3,7 km².

## Historie

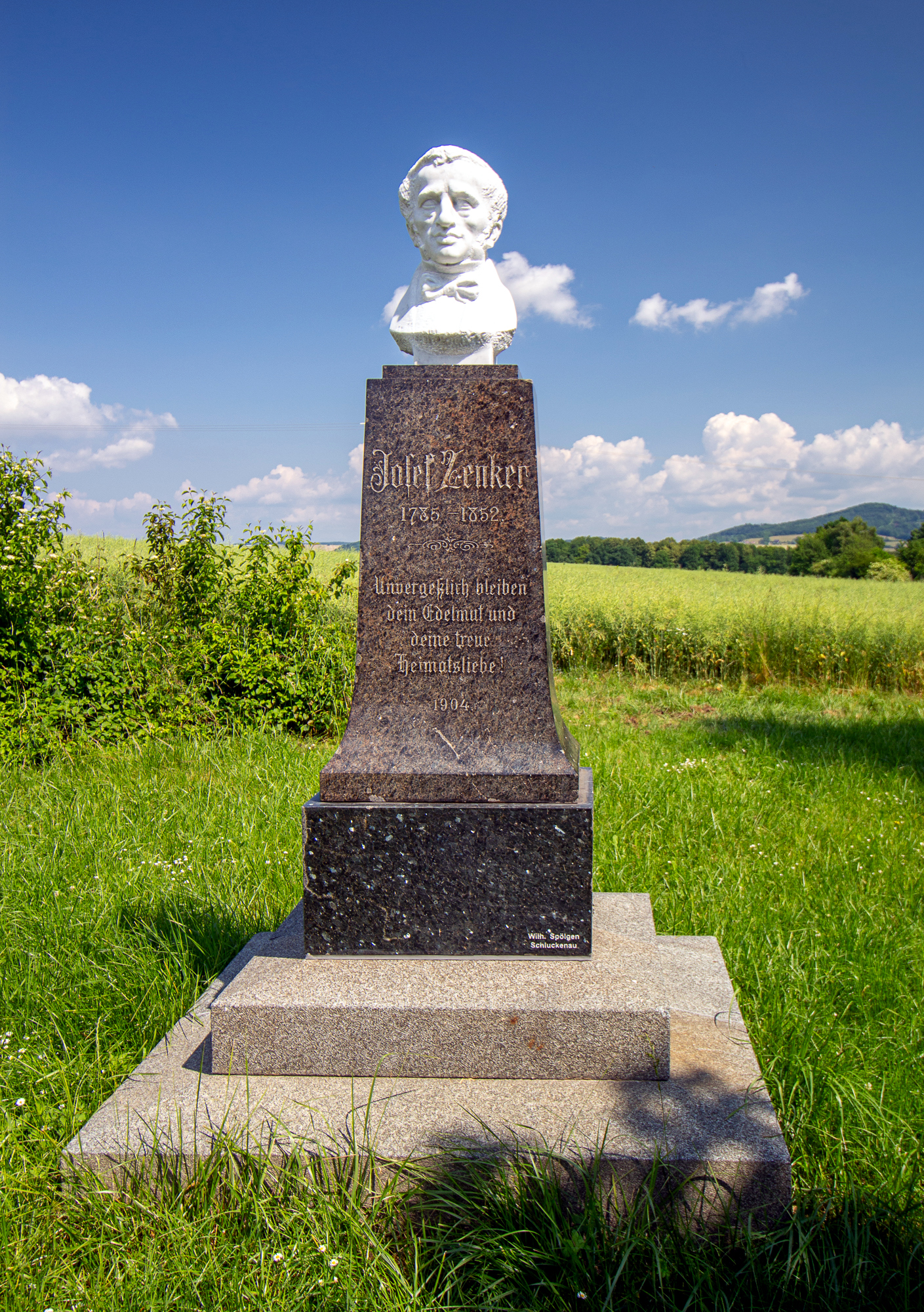
Pomník Josefa Zenkera u valteřického hřbitova

Původ Valteřic sahá do 13. století, kdy byl zdejší kraj v letech 1226–1276 obhospodařován v rámci osídlování českého pohraničí za vlády Přemysla Otakara II. Název obce pochází osobního jména Walter (Waltersdorf - německý název Valteřic). Obec ve středověku vlastnili páni z Dubé a později Vartenberkové. Její starobylost dokazuje i její jméno. 
Ve vsi byl vodní mlýn a sádky na Valteřickém potoce a později také knoflíkárna.  
Roku 1502 došlo k rozdělení vsi na dvě části, pravá strana od Valteřického potoka náležela k panství novozámeckému, levá strana k hornopolickému. Toto rozdělení spolu s drakonickým vykořisťováním ze strany vrchností mělo neblahý vliv na soužití místního obyvatelstva. Nejhorší situace byla v 17. století v pobělohorském období, kdy se místní přidávali k selským rebeliím v roce 1680 a 1775. Situace se změnila po roce 1850 se zřízením okresních úřadů a reformě správy, kdy byla obec opět sloučena. 
Ve Valteřicích se narodil Josef Franz Zenker (1785-1852), česko-německý bankéř a filantrop působící v Rusku, zakladatel místní školy. U valteřického hřbitova se nachází pomník Josefa Zenkera s bustou. Původní pomník stával od roku 1904 před valteřickou školou, po druhé světové válce a odsunu místního obyvatelstva zmizel. Z iniciativy místních zastupitelů v Žandově byl v roce 2021 obnoven.  